# ناخرتشي بلاغي
ناخرتشي بلاغي هي قرية في مقاطعة ملكان، إيران. عدد سكان هذه القرية هو 40 في سنة 2006.